# Chlorissa apographa
Chlorissa apographa là một loài bướm đêm trong họ Geometridae.